# Francesca da Rimini (Tchaikovski)

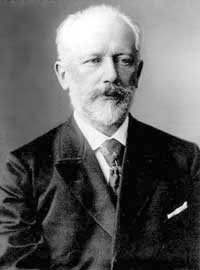
O compositor, Peter Tchaikovsky

Francesca da Rimini: Fantasia Sinfónica inspirada em Dante (Opus 32) é um poema sinfônico de Piotr Ilitch Tchaikovski composto em menos de três semanas, durante uma visita a Bayreuth no Outono de 1876.
Nesta fantasia, Tchaikovski inspirou-se na trágica história de Francesca da Rimini, uma bela jovem imortalizada na A Divina Comédia, de Dante. No canto quinto do Inferno, o narrador (o próprio Dante) encontra a sombra de Francesca, uma donzela nobre que se apaixonou pelo irmão do seu disforme marido. Ao descobri-los juntos, o marido vinga-se, matando-os. Os amantes são condenados ao Inferno pelas suas paixões adúlteras, onde ficam separados por uma tempestade violenta, impedidos para sempre de se tocarem. A sua eterna tormenta é a memória impossível de erradicar das alegrias e prazeres nos abraços que antes puderam dar e que, agora, nunca mais poderão voltar a desfrutar.
Na composição Francesca da Rimini, Tchaikovski exprime dolorosa identificação com a heroína e a sua trágica sorte, um sentimento que é também evocado no balé O Lago dos Cisnes e na Abertura-Fantasia Romeu e Julieta.
Este poema sinfónico, talvez mais que qualquer outra obra de Tchaikovski, revela a influência de Liszt, tanto musicalmente como no próprio tema. Liszt escolheu frequentemente temas de natureza gótica, diabólica: a Sinfonia Dante (1857), Totentanz (1849) e a Sonata Dante (1856), por exemplo. O uso de cromatismos revolventes na ilustração das chamas do Inferno mostram também muito de Liszt.
A composição solicita 3 flautas e flautim, 2 oboés, corne inglês, 2 clarinetes, 2 fagotes, 4 trompas, 2 cornetas, 2 trompetes, 3 trombones, tuba, tímpanos, címbalos, bombo, gongo e cordas. Duração aproximada: 25 minutos.

## Gravações seleccionadas
- Christoph Eschenbach dirigindo a Orquestra Sinfônica de Houston, em 1994.
- Riccardo Muti consuzindo a Orquestra Sinfónica de Filadélfia, em 1999.
- Versão para órgão de Josh Perschbacher, em 2006.
- Tem lugar proeminente no filme de 1948 Unfaithfully Yours, de Preston Sturges